# Torre di Newport
La Torre di Newport (anche conosciuta come: torre rotonda, torre Touro, torre di pietra di Newport, OSM e torre mistero) è una torre rotonda in pietra, situata nel Parco di Touro a Newport (Rhode Island) (USA).
È considerata da alcuni storici un mulino a vento costruito nel XVII secolo.
Tale tesi è stata tuttavia messa in dubbio, poiché  la costruzione ricorda lo stile delle chiese circolari templari, erette a somiglianza della Basilica del Santo Sepolcro.
Essa sarebbe quindi più vecchia di qualche centinaia di anni, presentando aspetti che possono far pensare a contatti transoceanici precolombiani legati a leggende templari.
Sarebbe inoltre stata già avvistata e segnalata dall'esploratore Giovanni da Verrazzano nel XVI secolo.